# Лойпольд, Хорст (дзюдоист)
Хорст Лойпольд (нем. Horst Leupold) — восточно-германский дзюдоист, чемпион (1969), серебряный (1967) и бронзовый (1966) призёр чемпионатов ГДР, призёр международных турниров, бронзовый призёр чемпионатов Европы 1968 (Лозанна) и 1970 (Восточный Берлин) годов. Выступал в средней весовой категории (до 80 кг).